# Subgrupo galaico-portugués

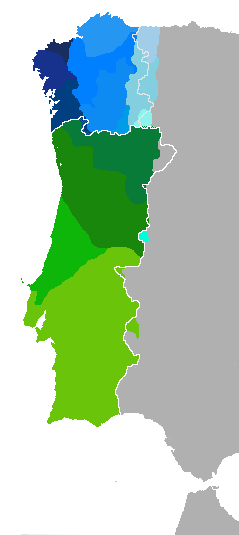
Lenguas y dialectos descendientes del idioma galaico portugués en Europa:
Idioma gallego
Idioma portugués

Las lenguas galaico-portuguesas forman un subgrupo língüistico dentro del grupo iberorromance occidental, que abarca las siguientes lenguas:
- Gallego (España)
  - Eonaviego (España)
- Portugués (Portugal)
  - Judeoportugués (†) (Internacional)
- Fala (España) (No oficial)

El antiguo galaicoportugués fue el origen de este subgrupo.

## Características y origen de estas lenguas
Kurt Baldinger describe perfectamente el carácter de este subgrupo al señalar que las lenguas gallego-portuguesas muestran el típico doble aspecto conservador y revolucionario de una zona marginal. Junto a los rasgos profundamente revolucionarios, como la pérdida la -n- intervocálica (o la nasalización), la pérdida de la -L-, el paso de los grupos pl-, cl-, fl- a ch, se oponen rasgos conservadores -especialmente de tipo léxico- y sintáctico.

Provincias de la Hispania tras Diocleciano

 Los rasgos conservadores de las lenguas gallego-portuguesas se justifican por la forma y el origen del proceso de romanización del noroeste peninsular, procedente sin lugar a dudas del Sur y concretamente desde la Bética, (la región más tempranamente romanizada de la península). Se justifica así, que en el galaico-portugués al igual que en el resto de las lenguas iberoocidentales se conserven palabras considerados como arcaismos ya en el latín itálico del siglo I, (anterior a la romanización del Noroeste peninsular), así la conservación de cuius, cuia, cuium , que ya en Cicerón es un arcaísmo, la conservación de 'fabulari' frente a 'parlare', (cast. hablar, port. falar., etc.), 'quaerere' frente a 'volere', 'percuntari' frente a 'questionare', campsare, etc. Como señalaba Griera en 1922, ya desde antiguo se había puesto de manifiesto la teoría de las dos direcciones en la romanización de la península ibérica, lo cual se confirma por la división de la peninsular en dos provincias citerior y ulterior, representativas de los centros de poder del imperio situados en la Bética y la Tarraconense. Ciertamente las zonas de influencia no se corresponden con los grupos lingüísticos estudiados, pero debe de tenerse presente que la incorporación a la romanidad de los territorios del norte es posterior a dicha división. Para Wilhelm Meyer Lübke estos dos centros de romanización, presentan grandes contrastes de tipo cultural, lingüísitco, etc. A la Bética, con su floreciente cultura ciudadana y su activa vida cultural se opone el carácter decididamente militar y vulgar de la Tarraconense. A esta diferenciación cultural y social respondería seguramente el carácter conservador del Sur, por el que se explicaría el carácter también conservador del portugués: conservación de la -U final, de los grupos AI, AU, MB, de la distinción entre las vócales o y e cerradasa y abiertas, pero también el carácter más abierto a las innovaciones del Noroeste. 
Por el contrario, los rasgos innovadores, tales como la pérdida de -n- y -l- (y en un campo algo más amplio también la palatización de los grupos pl-, cl-, fl-), se produjeron inicialmente, solo, en el ángulo NO de la península -falta en los documentados mozárabes y en los topónimos del centro y sur-, siendo llevada por la Reconquista hacia el Sur. Debe de tenerse en cuenta que la provincia de Gallaecia, creada en el 216 por Caracalla, comprendía la mayor parte de las actuales provincias de León y Asturias, manteniendo cierta autonomía durante el periodo de las invasiones germánicas. La configuración provincial romana explica muchas de las características de las lenguas del NO peninsular, no solo en el ámbito gallego-portugués sino también en el leonés y en el asturiano occidental. Este territorio se identifica además con el sistema de organización social prerromano identificado por el signo de la C invertida, que es tan frecuente en la epigrafía del cuadrante noroccidental de la península. Los arqueólogos han pretendido relacionar este símbolo con un modo de organización social que vincularía a los diversos poblados dentro de un marco territorial concreto, frente a otro tipo de organizaciones suprafamiliares evidenciadas en la epigrafía bajo los términos gens, gentilitas y genitivos en plural, más comunes en el centro de la península.

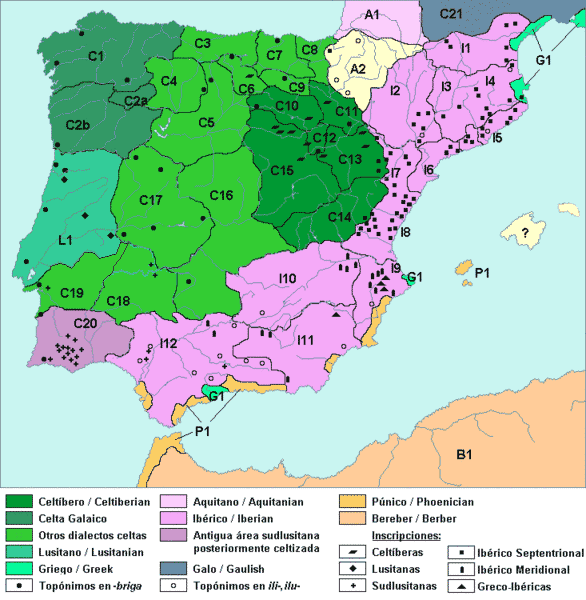
Mapa lingüístico de las lenguas prerromanas

En relación con la -n- caediza, diversas investigaciones han confirmado este influjo Norte-Sur de la Reconquista. Así, Herculano de Carvalho, ha argumentado esta tendencia en el campo de los objetos de uso práctico, refiriéndose a dos tipos de trillo que habían sido llevados, con la Reconquista, hacia el Sur, junto con toda una terminología propia: malho - mangual - moual, como nombres de instrumento, pírtigo y mangoeira - moueira como denominación de las dos piezas principales del trillo (mango y mazo). En su libro, que sigue la línea de las investigaciones de Worter und Sachen, “se encontra pela primeira vez em Portugal um estudo metódico do português —aqui restringido à terminologia da debulha— seguindo o avançar do português setentrional para o sul durante a reconquista em todas as suas fases, tomando em consideração ainda a acção dos centros, que se formaram no curso da história, para as suas regiões”. Sea como fuere es este rasgo, del tratamiento de la nasalidad, el que más va a contribuir a cohesionar todas estas lenguas en un grupo específico diferenciado del resto de las demás lenguas peninsulares".
Otro de los rasgos de las lenguas gallegoportuguesas es la tendencia a la sonoridad de las oclusivas, recuérdese que las lenguas del grupo celto-atlántico desconoce muchas de las oclusivas sordas. Este rasgo es común a toda la romania occidental hasta la línea Spezia Rimini, y como es conocido dio lugar a la sonorización de las sordas intervocálicas cipolla>cebolla, Lepere>Liebre, según grafías conservadas ya desde el siglo II, sonorización que es anterior a la caída de la vocal postónica interna. En las lenguas gallegoo portuguesas encontramos una manifestación propia de este superestrato en la velarización de las consonantes interiores agrupadas salto>souto, altarium>outeiro, agru>eiro>flagrare, fructum>fruito, flagrare>cheirar, etc.

## Primeros documentos del subgrupo gallego-portugués
Aunque los primeros textos en lengua gallego-portuguesa son relativamente tardíos frente al castellano, siendo los primeros documentados del siglo XII, las particularidades fonéticas esenciales de estas lenguas son anteriores al siglo X, la pérdida de -N- está documentada directamente desde el siglo IX [850 mendiz 194, 882 elemosias, 959 moimenta, 968 Coinbrie, etc.] 195,y la pérdida de -L- desde el siglo X [919 Froiai, Froiaz; 959 Floiaz, 983 Froia; Vasconcelos, Lições, pág. 291, cita: 995 Fiiz < FELICE, Fafia > FÁFILA] 196. El documento literario más antiguo de los conocidos hoy es la cantiga satírica Ora faz ost'o senhor de Navarra de Joam Soares Paiva, escrita hacia el año 1200. De comienzos del siglo XIII datan los primeros documentos no literarios en gallego, testamento de Elvira Sánchiz, (1191), Noticia de Torto (1211), el Testamento de Afonso III de Portugal (1214) y Fuero de Castro Caldelas (1228). 

## Tabla comparativa
Se expone a continuación un cuadro comparativo de las lenguas de la familia galaicoportuguesa con referencia al latín y su traducción al castellano.
| Latín (ac.)      | Gallego-portugués | Portugués | Gallego   | Eonaviego              | Fala de xalima | Judeoportugués | Castellano |
| ---------------- | ----------------- | --------- | --------- | ---------------------- | -------------- | -------------- | ---------- |
| altu(m)          | outo              | alto      | alto      | alto                   | altu           | (...)          | alto       |
| árbor(em)        | árvol             | árvore    | árbore    | árbol (ant. árbole)    | arbole         | árvol          | árbol      |
| asciata(m)       | aixada            | enxada    | aixada    | eixada                 | essada         | (...)          | azada      |
| áuru(m)          | ouro              | ouro      | ouro      | ouro                   | ouro           | oro/oyro       | oro        |
| quáttuor(rum)    | quatro            | quatro    | catro     | cuatro                 | cuatru         | kuatro         | cuatro     |
| brácchiu(m)      | braço             | braço     | brazo     | brazo                  | brazo          | braço          | brazo      |
| cǽlu(m)          | ceo               | ceu       | ceo       | cêlo                   | ceu            | ceo            | cielo      |
| cláve(m)         | chave             | chave     | chave     | chave                  | chavi          | zhave          | llave      |
| cena (m)         | cẽa               | ceia      | cea       | cía                    | cea            | çea            | cena       |
| caballu (m)      | cavalo            | cavalo    | cabalo    | cabalo/caballo         | cabalu         | kabalo         | caballo    |
| dígitu(m)        | dedo              | dedo      | dedo      | dido                   | deo            | dedo           | dedo       |
| dubitā(m)        | dúbida/dulda      | dúvida    | dúbida    | débeda (ant. tb dolda) | dúbida         | divida         | duda       |
| dúōs/duas        | dous/duas         | dois/duas | dous/dúas | dous/dúas              | dois /dúas     | dous /dúas     | dos        |
| hómo ú hómine(m) | home              | homem     | home      | hòme                   | home           | home           | hombre     |
| líbru(m)         | livro             | livro     | libro     | libro/llibro           | libro          | libro          | libro      |
| lūna(m)          | lũa               | lua       | lúa       | lúa/llúa               | lua            | luah           | luna       |
| lana(m)          | lãa               | lã        | lá        | lá/llá (ant. lã/llã)   | lan            | laah           | lana       |
| mānu(m)          | mão               | mão       | man       | mao                    | man            | manym          | mano       |
| multu(m)         | muito             | muito     | moito     | muito                  | mutu           | muyto          | mucho      |
| integru(m)       | enteiro           | inteiro   | enteiro   | enteiro                | enteiro        | enteyro        | entero     |
| nócte(m)         | noite             | noite     | noite     | noite                  | noiti          | noyte          | noche      |
| péctu(m)         | peito             | peito     | peito     | peito                  | peitu          | peyto          | pecho      |
| planu (m)        | chão              | chão      | chan      | chao                   | chau           | zhao           | llano      |
| plenu (m)        | chẽo              | cheio     | cheo      | chen/chío              | cheu           | zheo           | lleno      |
| quī / quem       | quem              | quem      | quen      | quèn                   | quen           | ken            | quien      |
| súcu(m)          | çume              | sumo      | zume      | zume                   | sumi           | çumo           | zumo       |
| tabula (m)       | taboa             | tábua     | táboa     | traba                  | táboa          | taboah         | tabla      |
| parete(m)        | parede            | parede    | parede    | parede                 | paréi          | parede         | pared      |
| ūna(m)           | ũa                | uma       | unha      | úa                     | üa             | üah            | una        |
| cerasium         | cereija           | cereja    | cereixa   | cereixa                | zereija        | (...)          | cereza     |
| vétulu(m)        | vello             | velho     | vello     | vèyo                   | vello          | velyo          | viejo      |
| vicinnus(m)      | vezinno           | vizinho   | veciño    | vecín/vecío            | vizinho        | vezino         | vecino     |
| Latín            | Gallego-portugués | portugués | Gallego   | Eonaviego              | Fala de xalima | Judeoportugués | Castellano |